# Черчен (река)
Черче́н (уйг. چەرچەن دەرياسى‎; кит. 且末河, пиньинь Qiěmò-hé, палл. Цемо-хэ; устар. Черче́н-дарья́) — река в Таримском бассейне Синьцзян-Уйгурского автономного района Китая.
Берёт начало на хребте Аркатаг при слиянии Аялыка и Улугоу в центральной части Куньлуня, протекает по юго-восточной окраине пустыни Такла-Макан. Высота истока — 1390 м над уровнем моря. Впадает в безымянное новообразованное озеро.
Длина составляет 725 км. Средний расход воды — около 20 м³/сек. Большую часть года нижнее течение реки безводно.

## Исторические карты

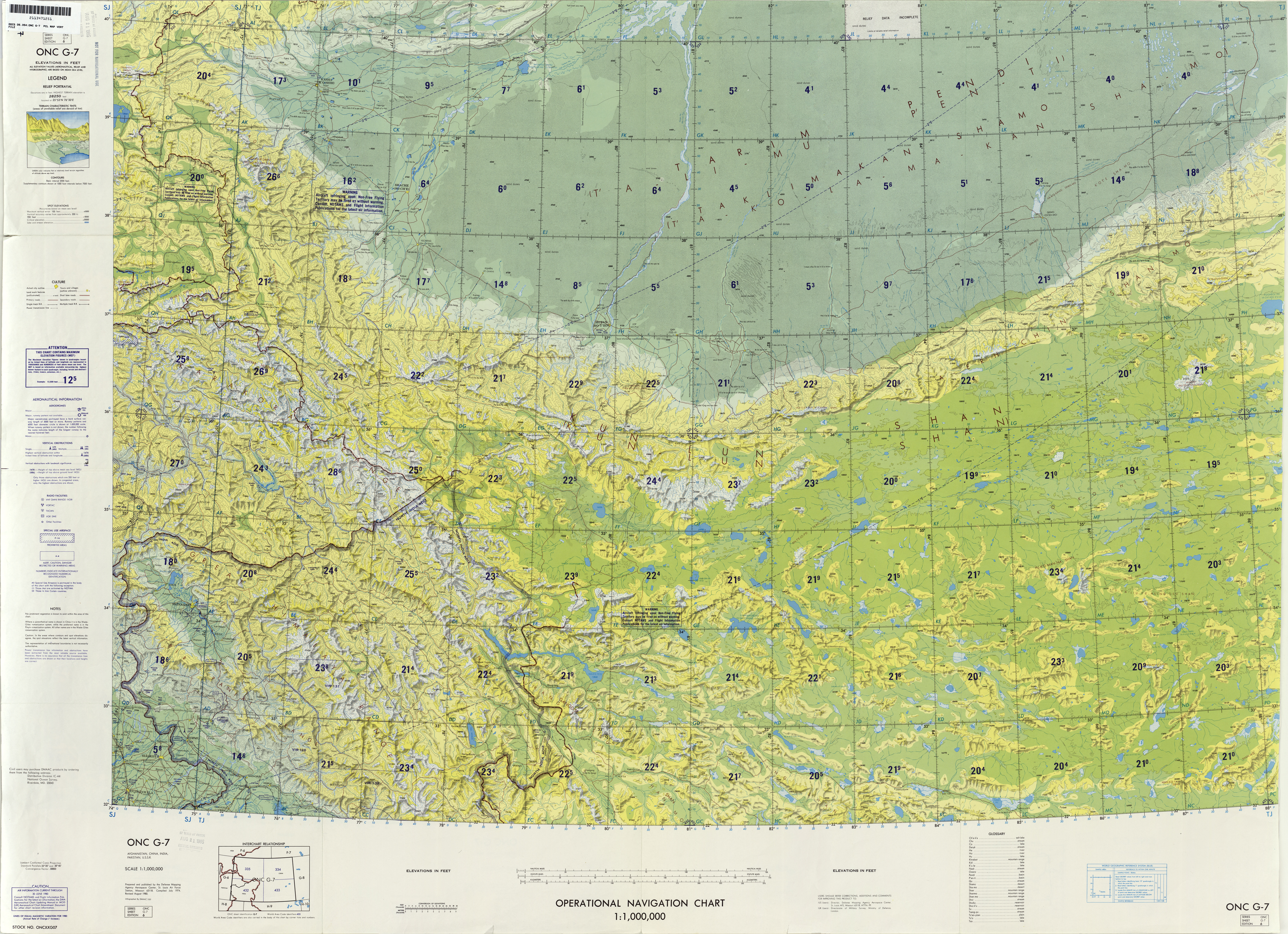
Карта, включающая реку (обозначенную как Ch'e-erh-ch'en Ho) (Военное картографическое управление, 1980 г.)
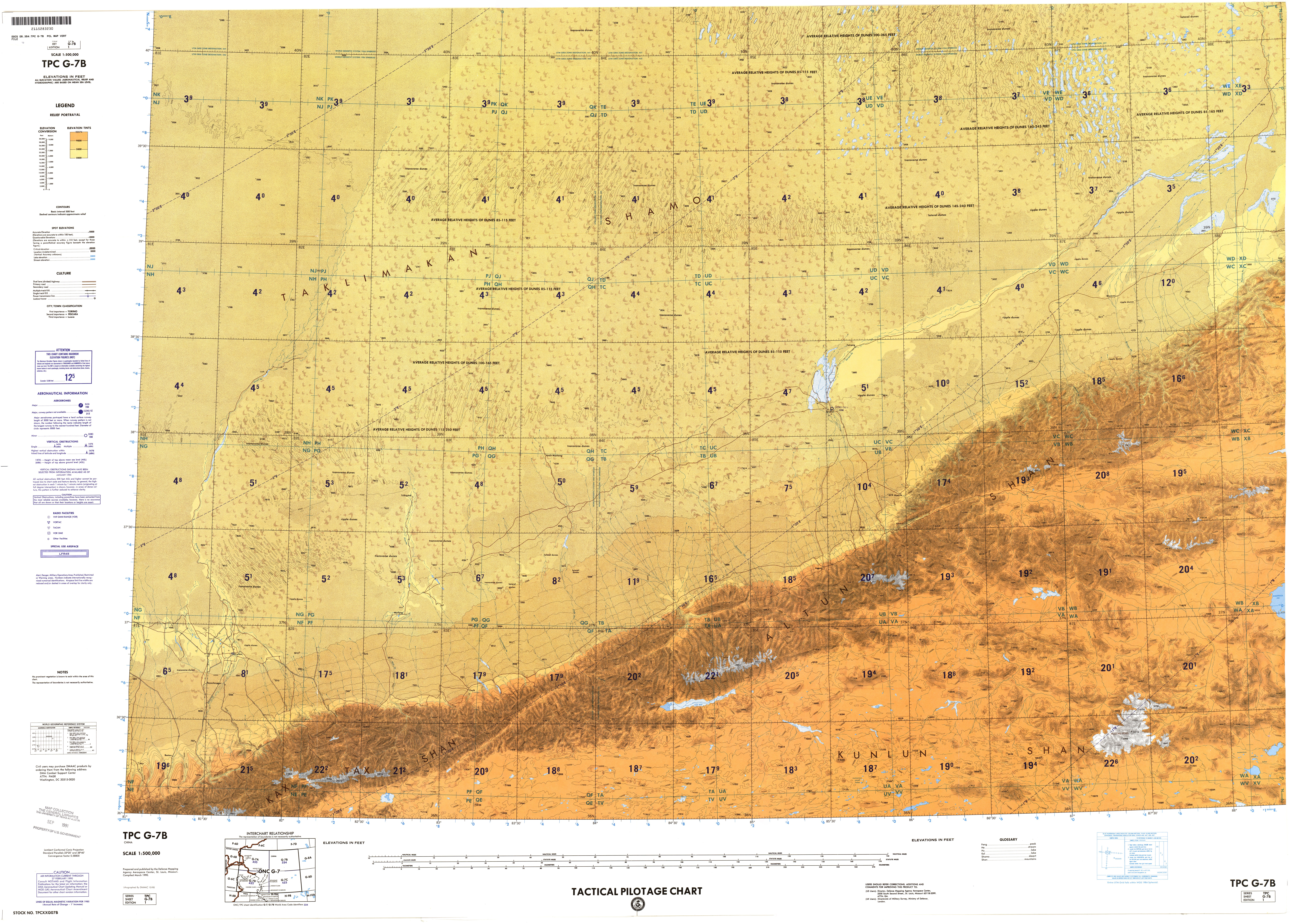
Карта, включающая реку (обозначенную как Qarqan He) (Военное картографическое управление, 1990 г.)

## Водный туризм
- Второе метро Черчена[3]
- Четвертое метро Черчена[4]